# Region of Queens Municipality
Die Region of Queens Municipality ist eine von der zurzeit drei regional municipalities in der kanadischen Provinz Nova Scotia (Neuschottland) und hat 10.307 Einwohner (Stand: 2016). Es liegt im Südosten der Provinz und grenzt im Westen an Lunenburg County sowie im Norden an Annapolis County. Im Westen grenzt es an Shelburne County und im Nordwesten an Digby County. Das County liegt an der Südküste des Festlandes und damit direkt am Atlantik. Es hat sein verwaltungstechnisches Zentrum in Liverpool.
In der 2.392,85 km² großen Verwaltungseinheit lebten im Jahr 2011 10.917 Einwohner, woraus sich eine Bevölkerungsdichte von 4,6 Einwohnern/km² ergibt. Dabei ist die Einwohnerzahl, im Vergleich zum Zensus aus dem Jahr 2006, erneut zurückgegangen. Damit setzt sich der seit Anfang der 1990er Jahre anhaltende Bevölkerungsschwund fort und die Bevölkerung nahm nochmals um 2,3 % ab. Die regional municipality ist Flächenmäßig die kleinste der drei regional municipalities und auch im Vergleich zu den anderen Countys der Provinz ist sie eher klein.
Straßenverkehrstechnisch ist die regional municipality über den Nova Scotia Highway 103 an das übrige Verkehrsnetz der Provinz angeschlossen. An den Luftverkehr ist die Gegend durch den Liverpool/South Shore Regional Airport angebunden.

## Geschichte
Bereits vor der Entdeckung durch Europäer war diese Gegend Siedlungs- und Jagdgebiet von First Nations, der Mi’kmaq. Die regional municipality entstand erst 1996 durch die Verschmelzung der Town Liverpool sowie des damaligen, 1762 entstandenen, Queens County.

## Gemeinden
Die Region of Queens Municipality gliedert sich
- in Liverpool sowie
- der Municipality of the County of Queens

Weiterhin finden sich im Gebiet der regional municipality mehrere Reservate der First Nations.

## Tourismus
Im County liegt der größte Teil des Kejimkujik-Nationalparks, mit dem inländischen Anteil nördlich von Caledonia und dem Schutzgebiet des Parks an der Küste des Atlantischen Ozeans bei Port Joli.